# Сейль-Саббаар
Сейль-Саббаа́р — невеликий  піщаний острів в Червоному морі в архіпелазі Дахлак, належить Еритреї, адміністративно відноситься до району Дахлак регіону Семіен-Кей-Бахрі.

## Географія
Розташований біля північного берега західного півострова острова Дахлак, при вході до бухти Кор-Амрак. Довжина острова понад 520 м, ширина не перевищує 120 м. Острів облямований піщаними мілинами.